# Nightbooks - Racconti di paura
Nightbooks - Racconti di paura (Nightbooks) è un film del 2021 diretto da David Yarovesky.
Il film è tratto dal romanzo di J.A. White.

## Trama
Alex è un ragazzo appassionato di racconti di paura che ogni notte deve inventarsi una storia per non restare intrappolato insieme alla sua amica Yazmin in un appartamento dell'orrore.

## Distribuzione
Il film è stato distribuito sulla piattaforma Netflix a partire dal 15 settembre 2021.